# District judiciaire de Riaza
Le district judiciaire de Riaza est l'un des cinq districts judiciaires qui composent la province de Ségovie en Castille-et-León, dans le centre de l'Espagne. La capitale est Riaza.

## Communes
- Alconada de Maderuelo
- Aldealengua de Santa María
- Aldeanueva de la Serrezuela
- Aldehorno
- Ayllón
- Campo de San Pedro
- Cedillo de la Torre
- Cilleruelo de San Mamés
- Corral de Ayllón
- Fresno de Cantespino
- Honrubia de la Cuesta
- Languilla
- Maderuelo
- Montejo de la Vega de la Serrezuela
- Moral de Hornuez
- Pradales
- Riaguas de San Bartolomé
- Riaza
- Ribota
- Riofrío de Riaza
- Sequera de Fresno
- Valdevacas de Montejo
- Villaverde de Montejo